# Autor revelació (Saló del Còmic de Barcelona)
El Premi a l'autor/autora revelació és un guardó amb dotació econòmica concedit anualment des de 1988 durant el Saló Internacional del Còmic de Barcelona. El premi és una recompensa a un nou valor nacional del còmic que hagi publicat la seva primera o segona obra unitària l'any precedent a l'entrega del premi.
El sistema d'elecció de l'autor revelació ha anat variant al llarg dels anys, canviant el sistema de vot i el nombre d'autors nominats. Un dels canvis més rellevants va tenir lloc el 2000, sota un marc de canvis generals dels premis del Saló dirigit per Pilar Gutiérrez. Abans de l'any 2000, tots els professionals del sector (llibreters, autors, crítics i periodistes) només participaven en la primera fase de la doble elecció, elegint els candidats. Seguidament, era el comitè executiu de Ficomic qui elegia l'obra guanyadora d'entre les obres més votades a la primera fase. Amb el canvi el 2000, tots els professionals van passar a participar també a la segona fase, elegint l'obra guanyadora.
A partir de la 16a edició del Saló el Premi a l'Autor Revelació va passar a denominar-se també "Premi Josep Toutain", en memòria de l'editor català Josep Toutain, mort el 1987. A partir del 2012, el premi va estar diversos anys patrocinat per la fundació Divina Pastora. El 2022 el premi fou rebatejat amb el nom "premi Miguel Gallardo a l'autor revelació" en homenatge ara a l'autor Miguel Gallardo, mort uns mesos abans de la de celebrar-se la 40 edició del festival (2022).

## Palmarès

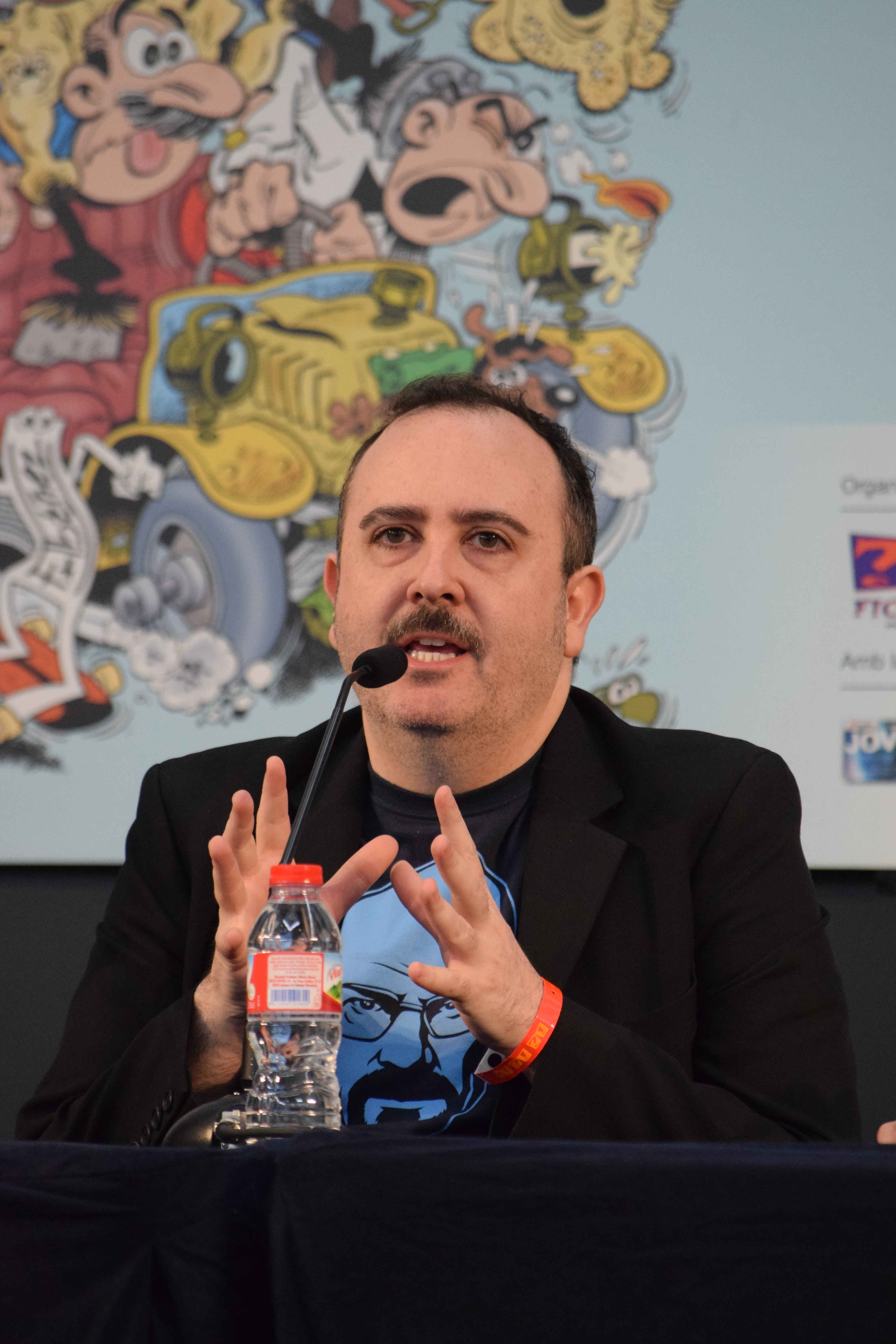
Carlos Areces al Saló de 2016. Fou l'Autor Revelació de 2008.

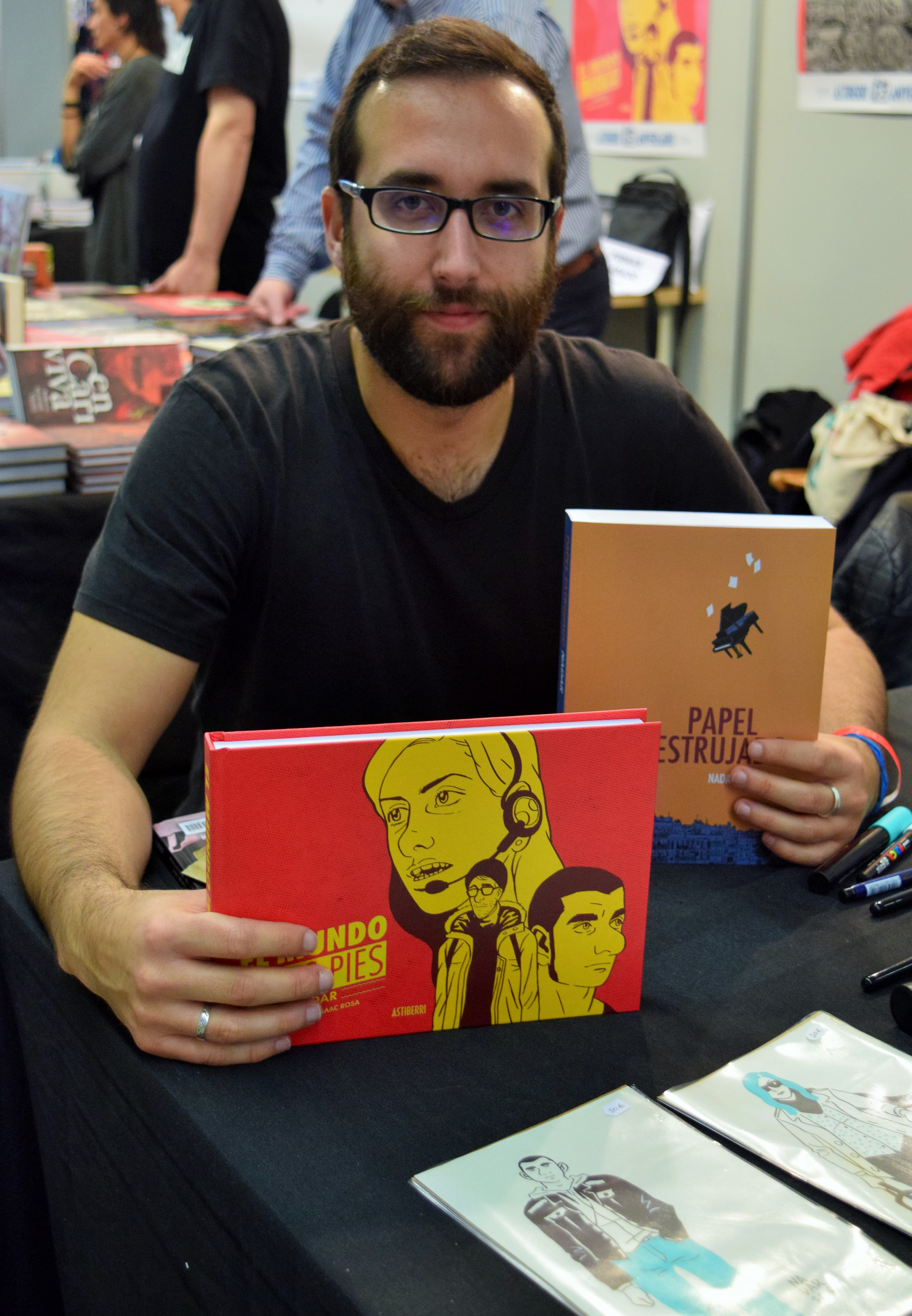
El dibuixant Nadar, nominat en dues ocasions (2014 i 2016).

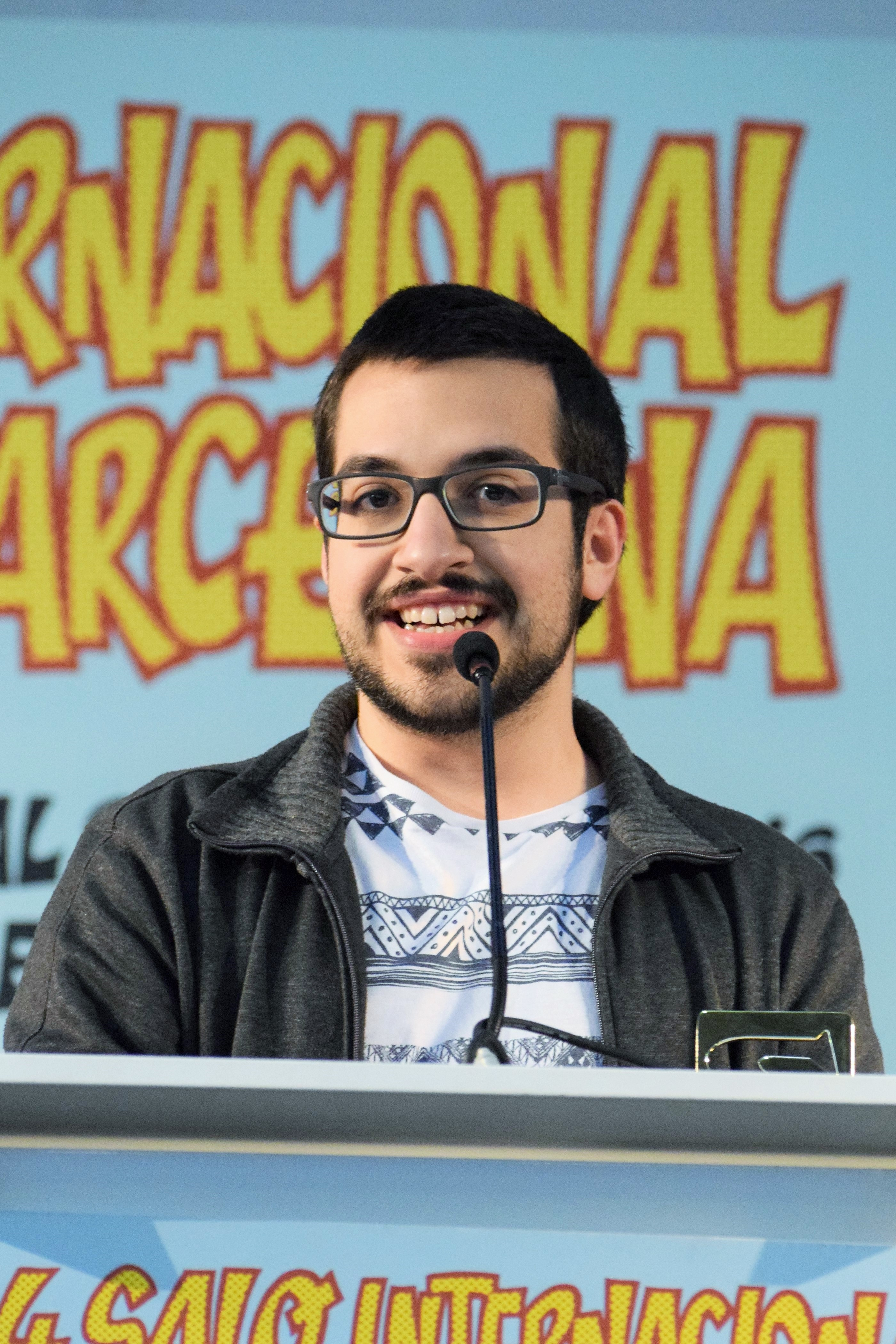
Javi de Castro al Saló de 2016, després d'haver sigut proclamat Autor Revelació.

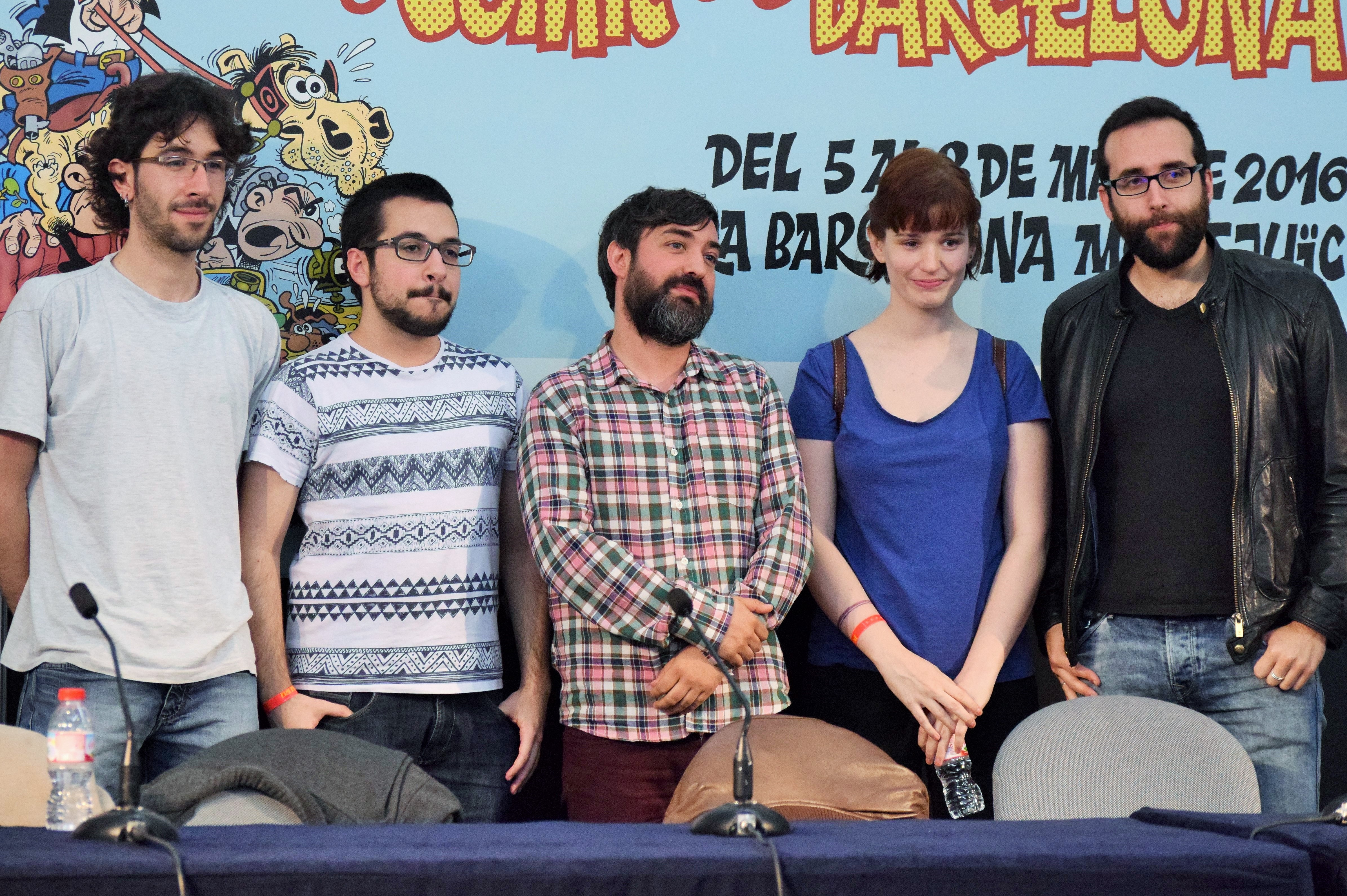
Foto dels 5 nominats a l'Autor Revelació de l'edició de 2016.

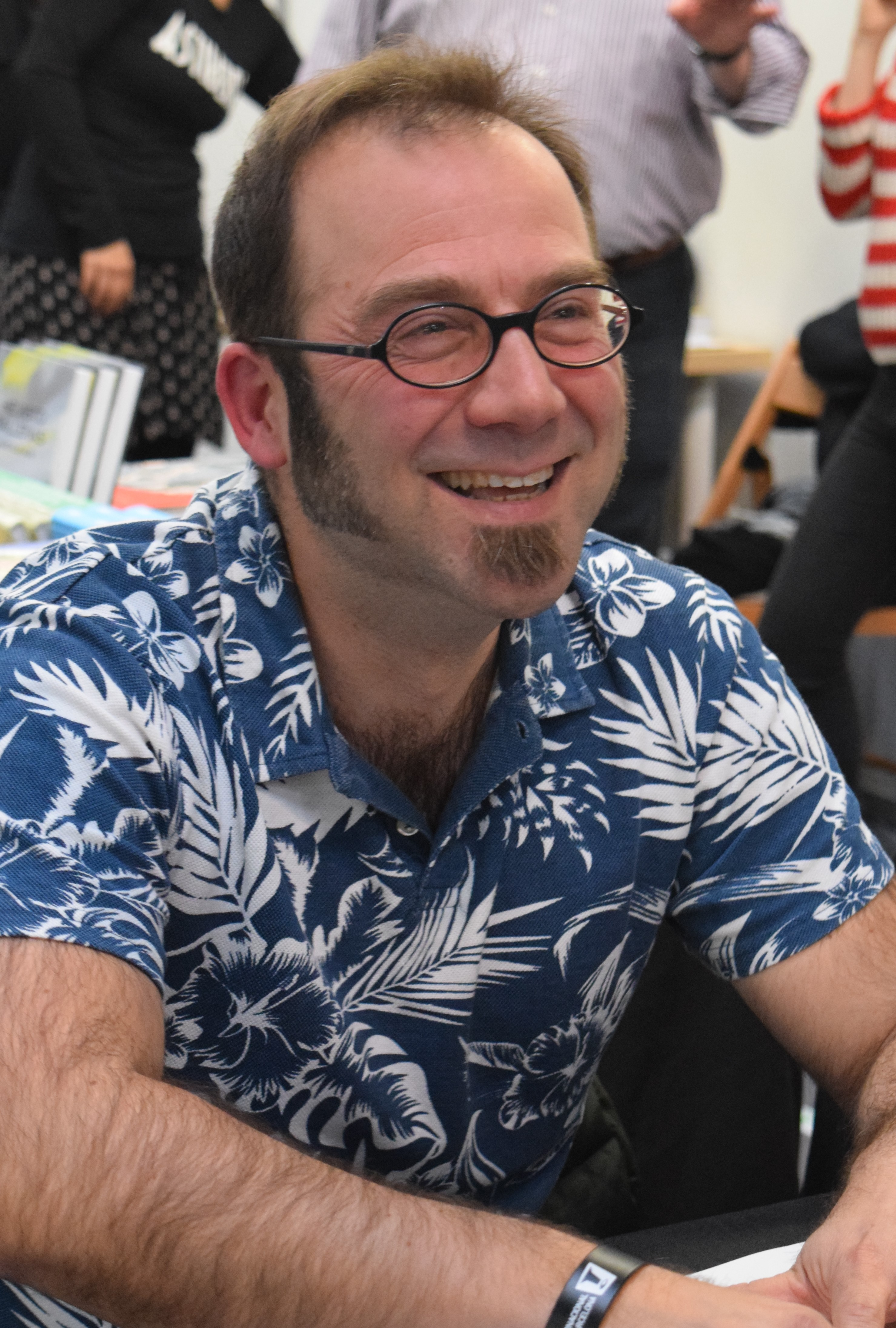
Pep Brocal al Saló de 2017. Fou l'Autor Revelació de 1995.

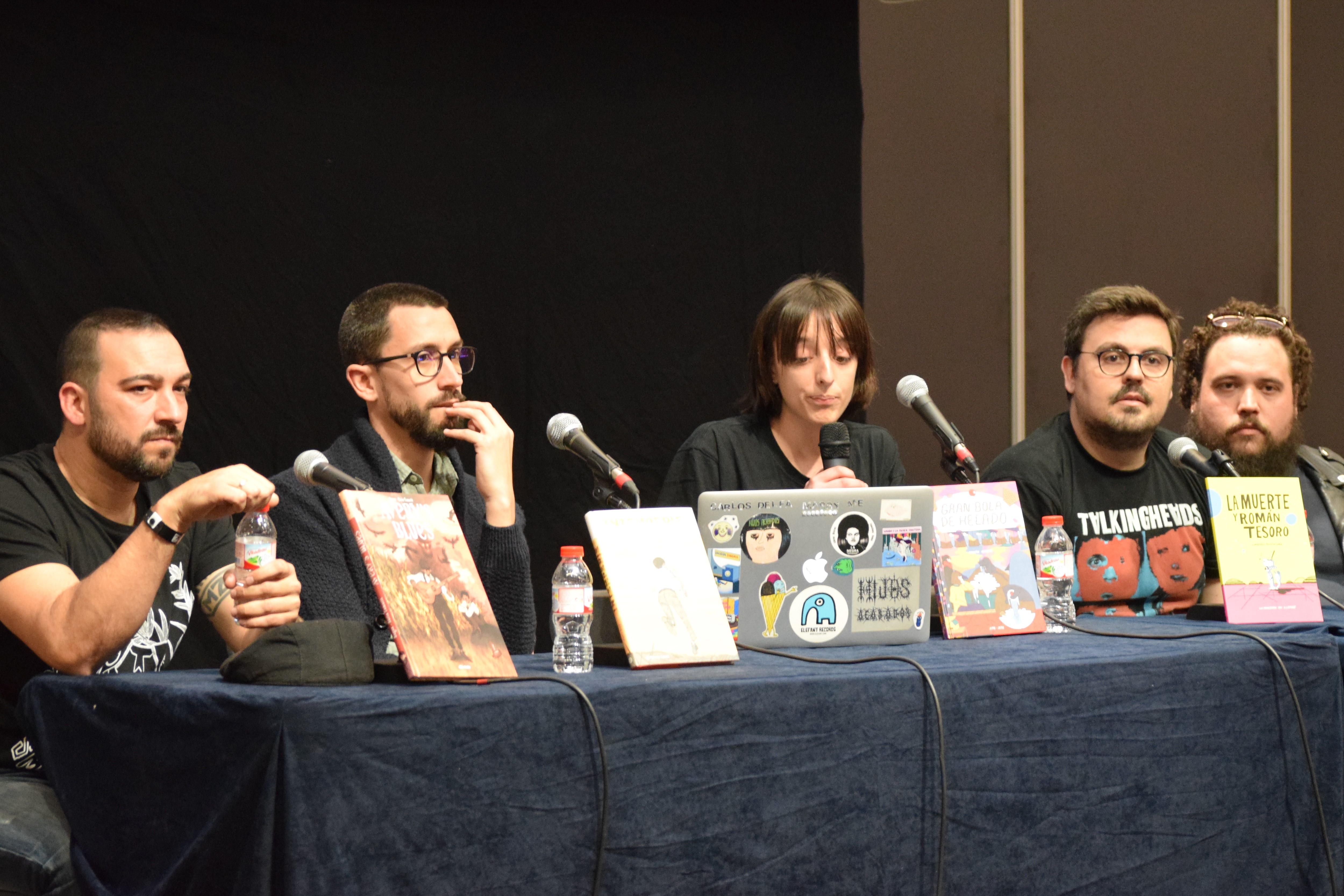
Taula rodona amb els 5 nominats a l'autor revelació del Saló de 2017.

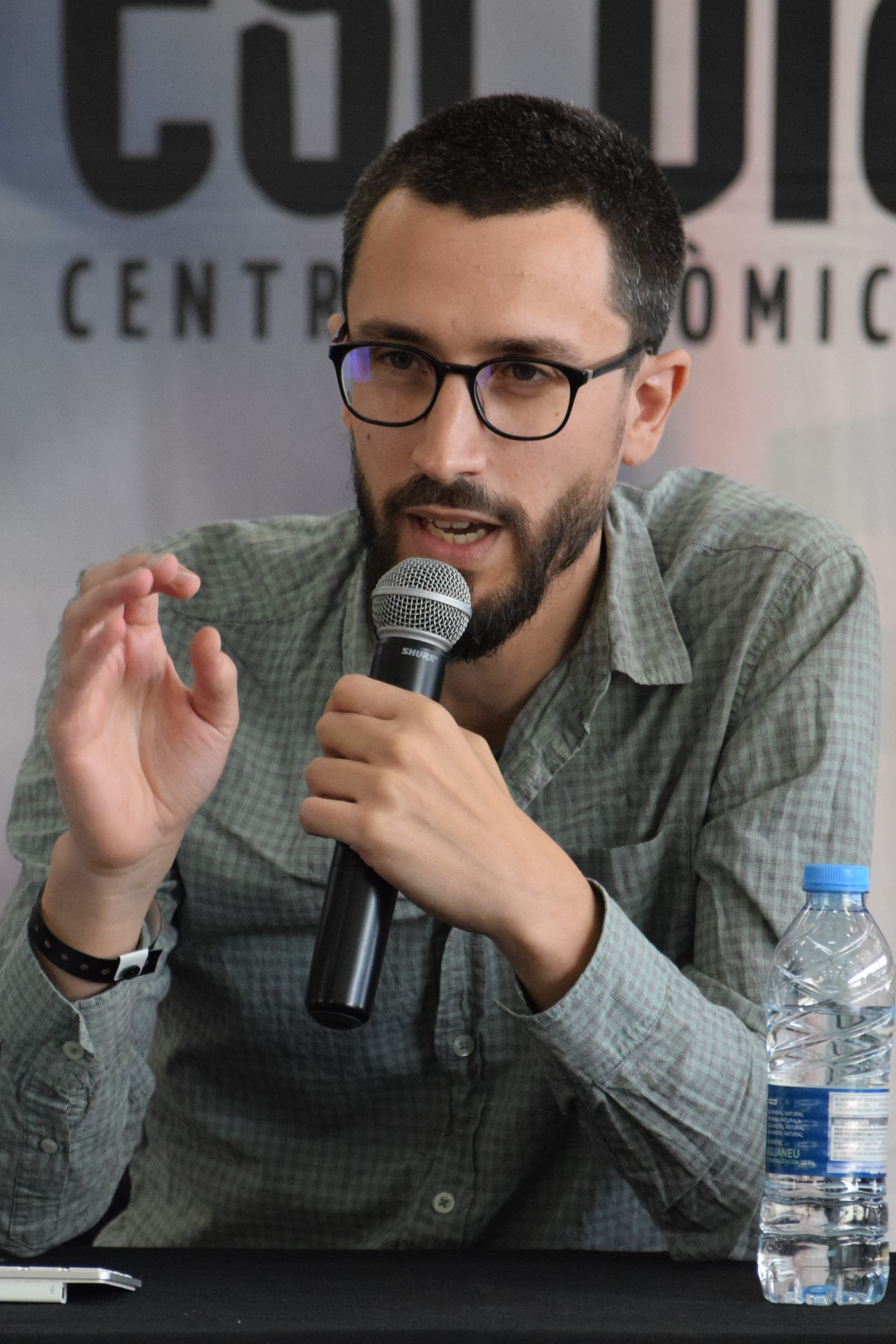
Javi Rey al 35è Saló (2017), on fou proclamat Autor Revelació.

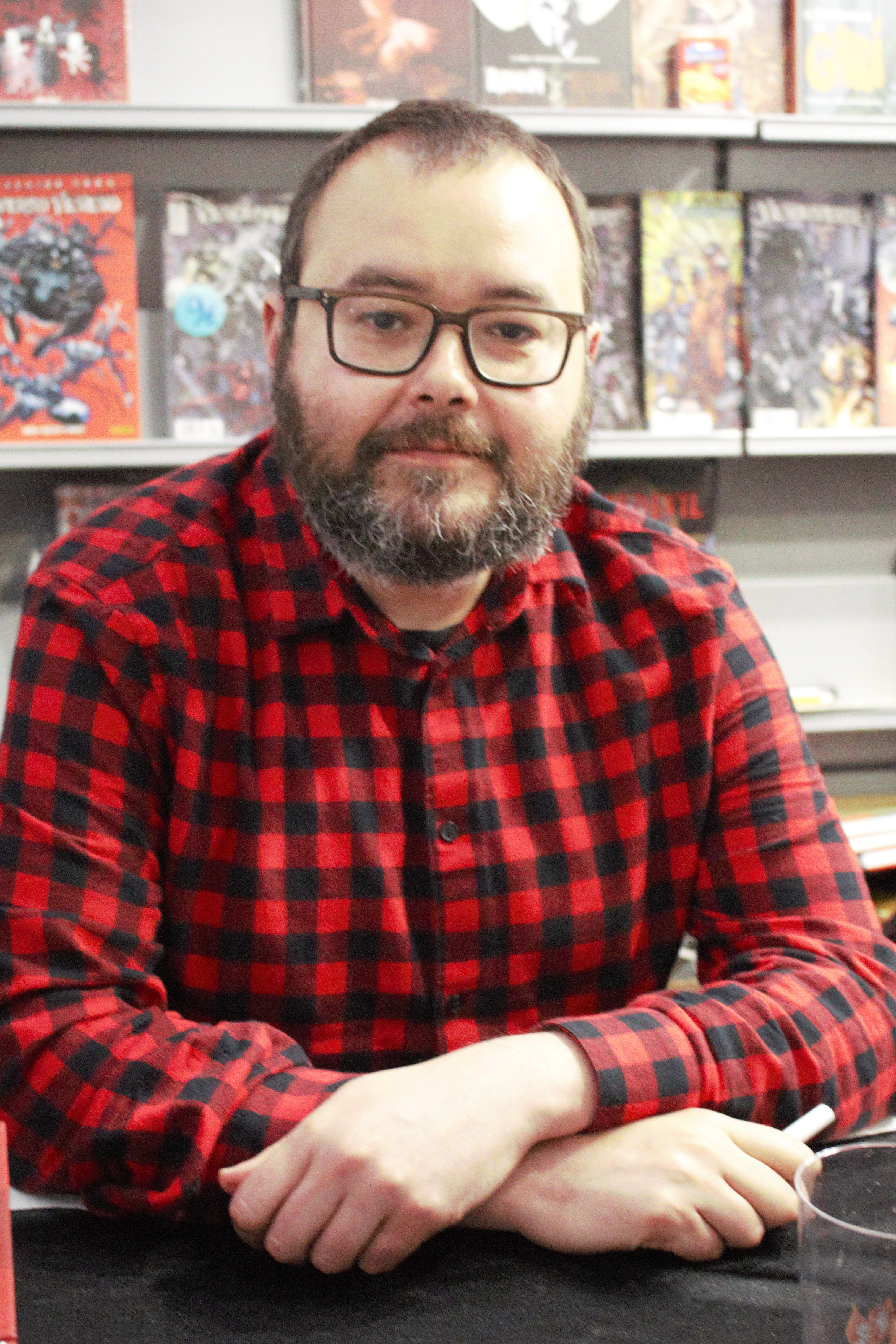
Albert Monteys al Saló de 2018. Fou l'Autor Revelació de 1997.

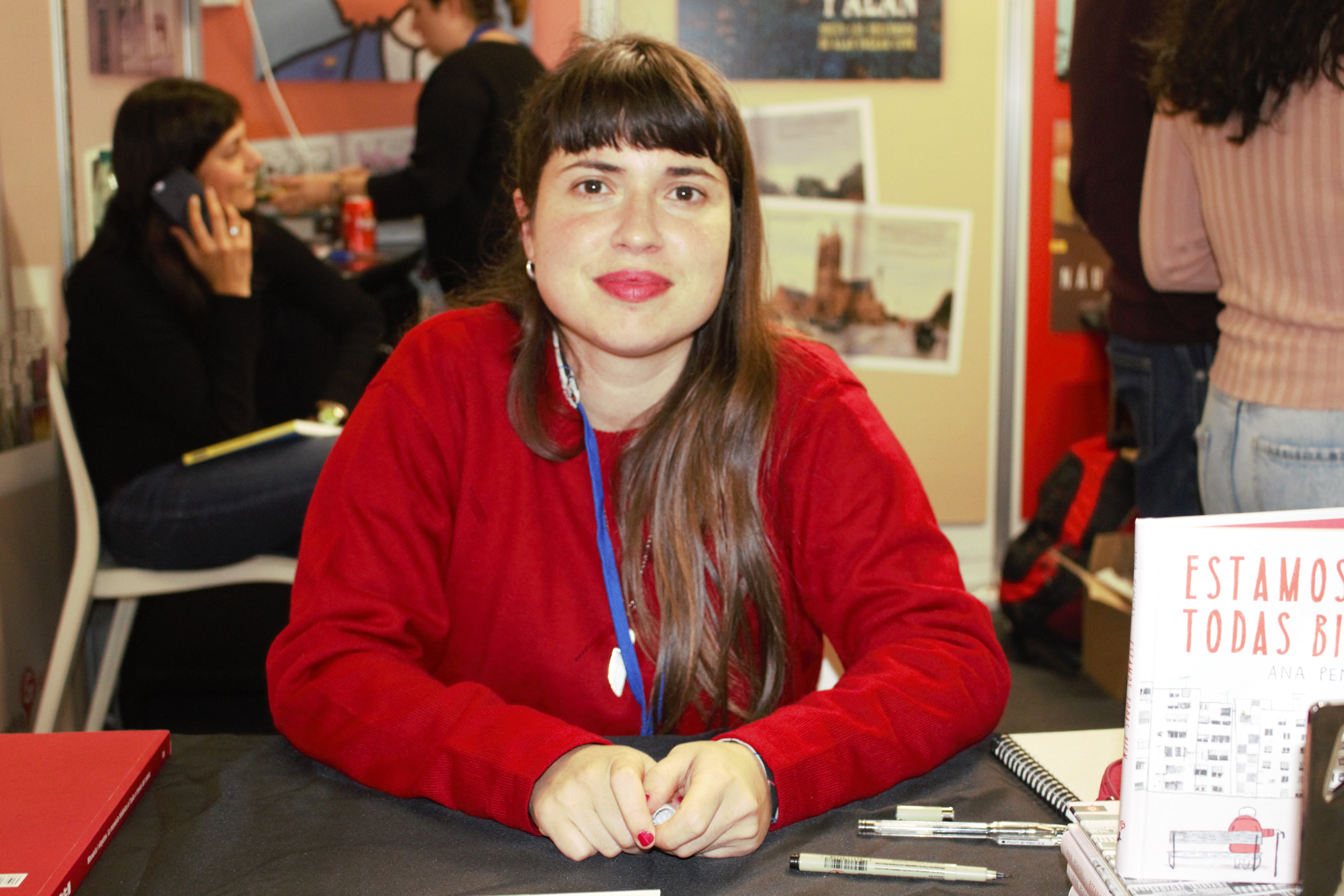
Ana Penyas al 36è Saló (2018), premiada per Estamos todas bien.

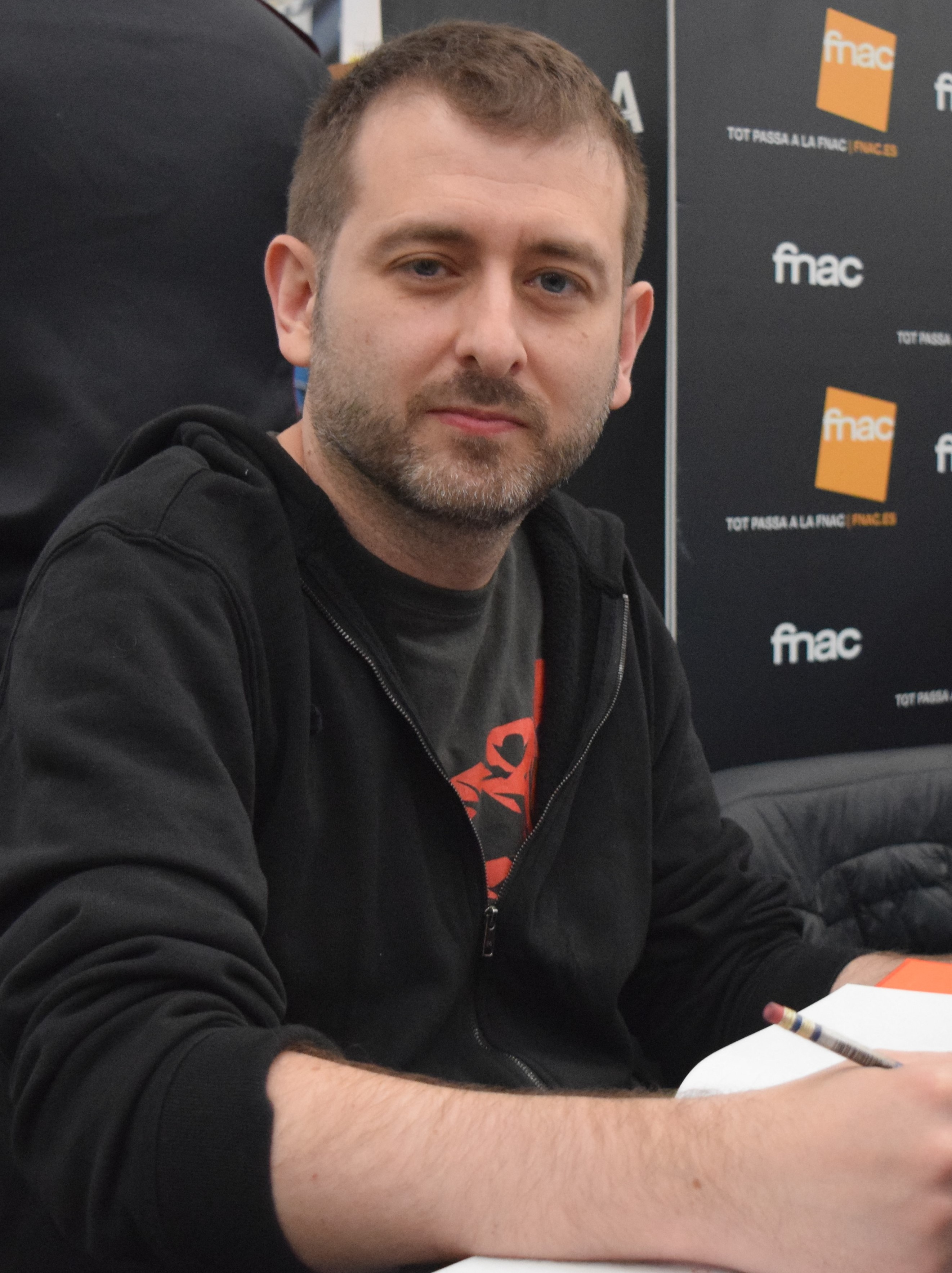
Víctor Santos al 37 Comic Barcelona (2019). Fou l'Autor Revelació de 2003.

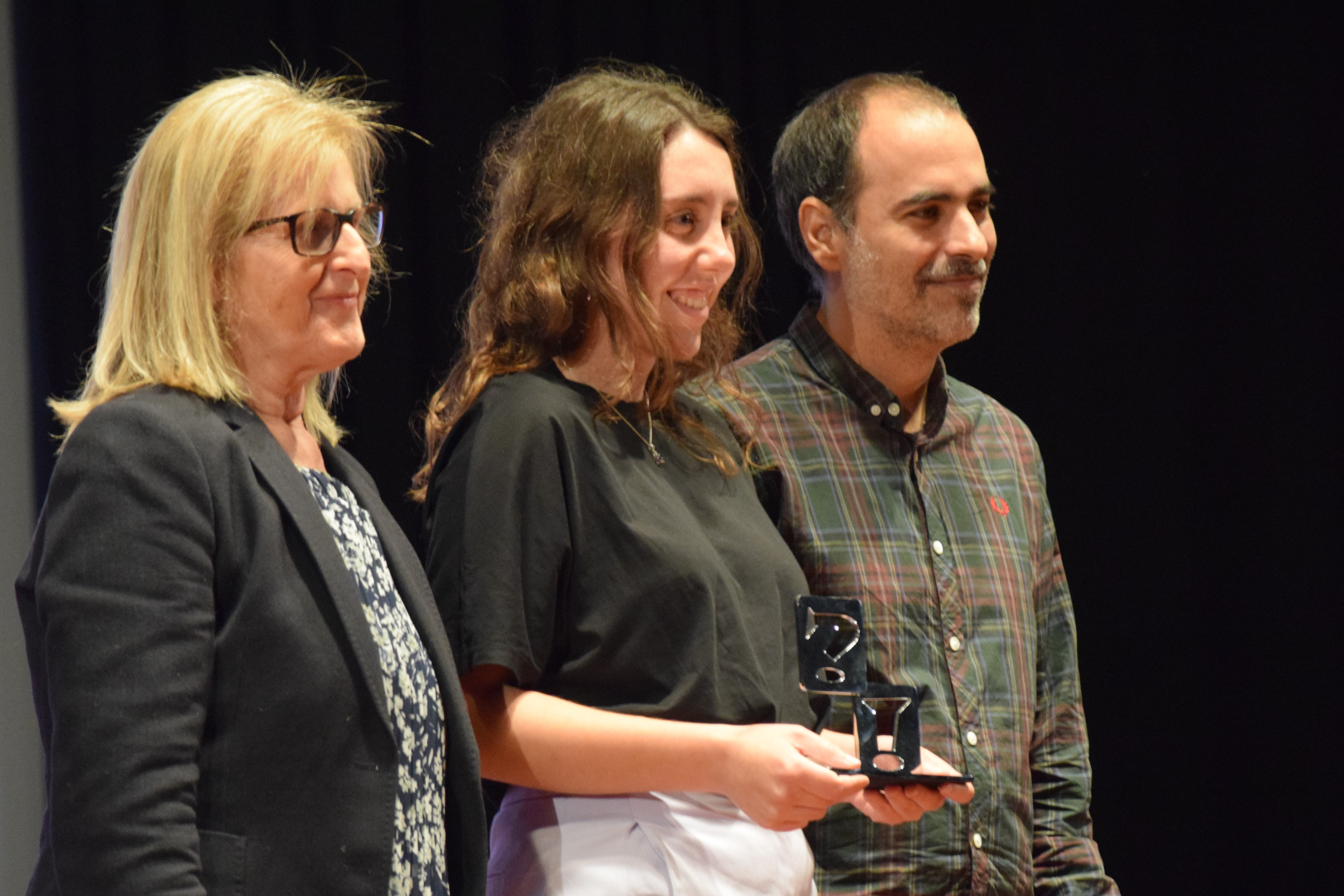
María Medem al 37 Comic Barcelona (2019), premiada per Cénit.

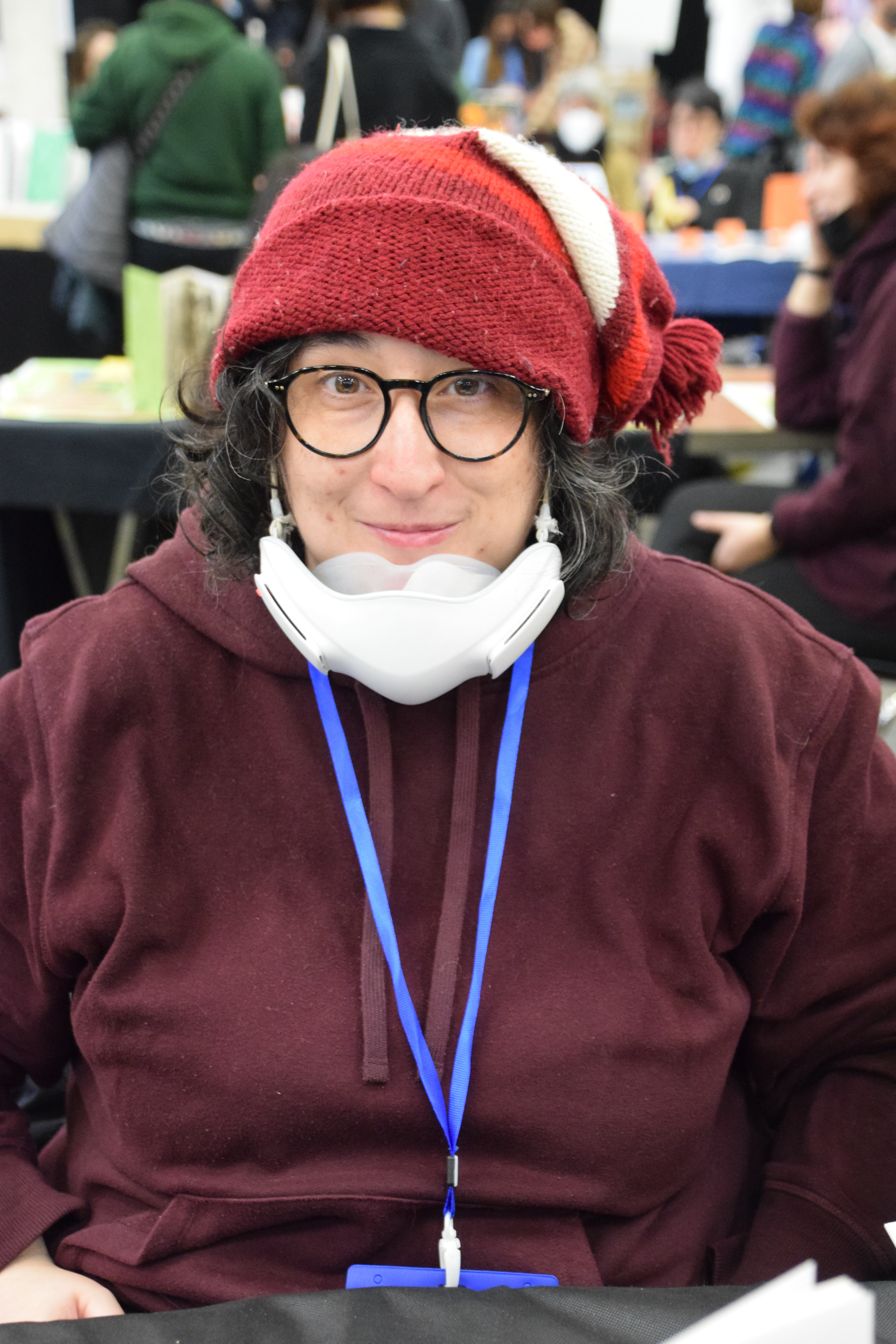
Aroha Travé, autora de Carne de cañón. Foto: Festival GRAF (2022).

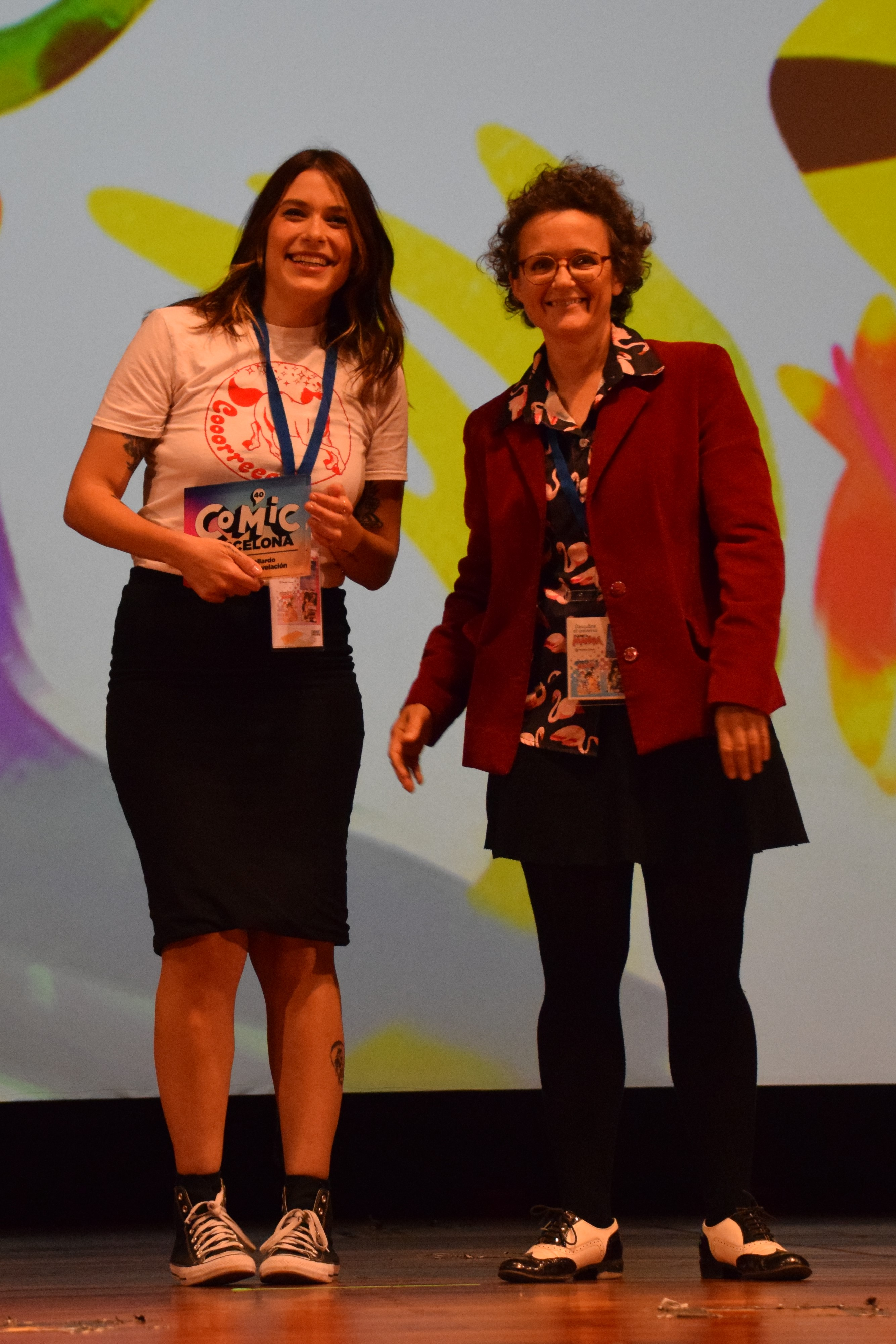
Genie Espinosa, premiada per Hoops, amb Karin du Croo al 40 Comic Barcelona (2022).

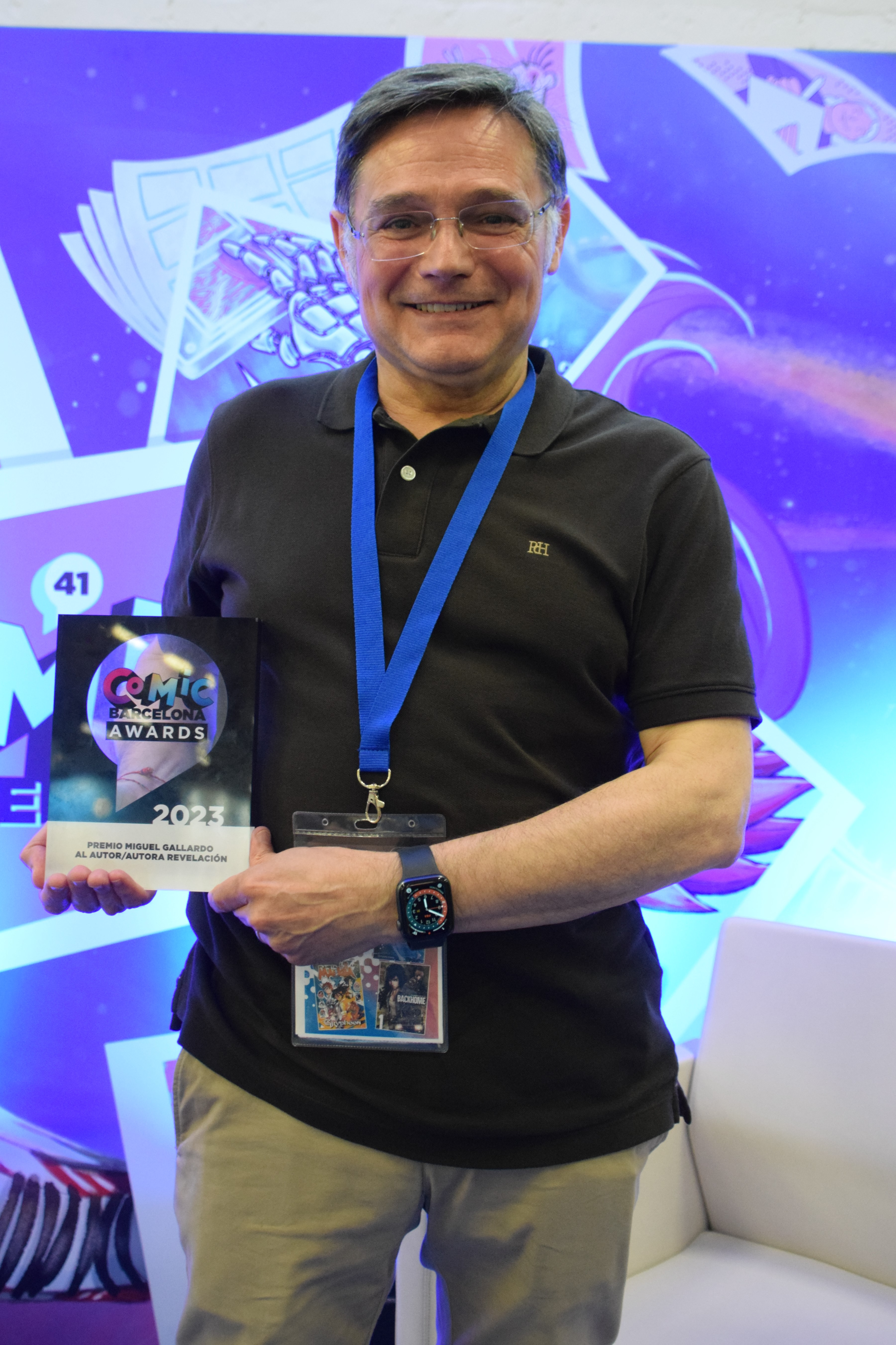
Manuel Romero, guanyador de 2023.

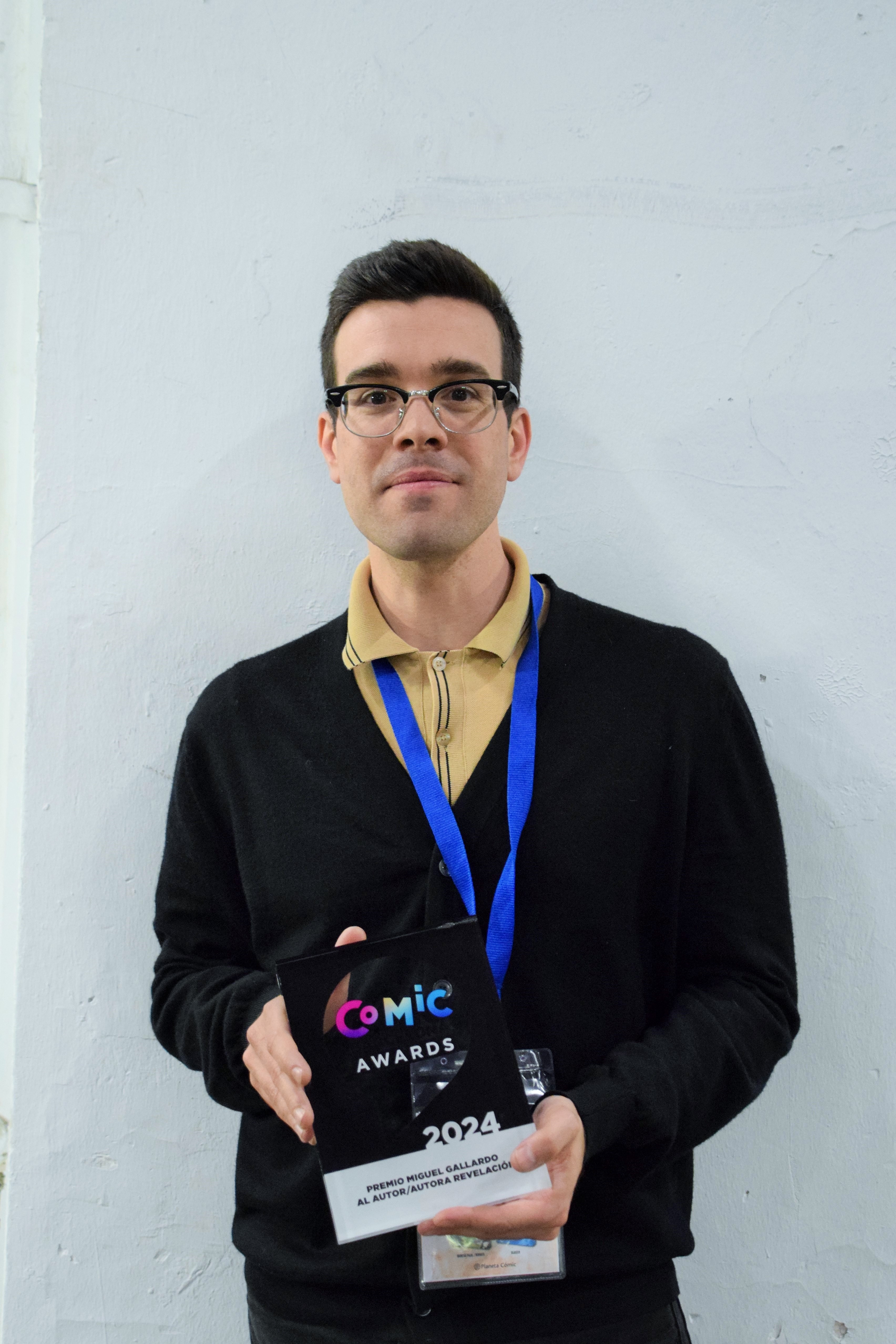
César Sebastián amb el guardó de 2024.

### Dècada del 1980
| Any                                     | Autor                  | Títol     | Editorial |
| --------------------------------------- | ---------------------- | --------- | --------- |
| 1988                                    |                        |           |           |
| Josep Mª Beroy                          | Doctor Mabuse          | Toutain   |           |
| Demés nominats desconeguts. A completar |                        |           |           |
| 1989                                    |                        |           |           |
| Pasqual Ferry                           | Crepúsculo             | Zona 84   |           |
| Antonio Navarro Santalla                | Simone                 | Cairo     |           |
| Raúl                                    | Vendrán por Swinemunde | El País   |           |
| Fernando de Felipe                      |                        | Totem     |           |
| Ricardo Martínez Ignacio Moreno         | Goomer                 | El País   |           |
| Montecarlo                              |                        | Cairo     |           |
| Bartolomé Seguí                         |                        | El Víbora |           |
| Miguel Ángel Martín                     |                        | Zona 84   |           |
| Daspastoras                             | Canal 44               | El Víbora |           |

### Dècada del 1990
| Any                            | Autor                                | Títol                     | Editorial |
| ------------------------------ | ------------------------------------ | ------------------------- | --------- |
| 1990                           |                                      |                           |           |
| Jaime Martín                   | Sangre de barrio                     | La Cúpula                 |           |
| Bartolomé Seguí                | A salto de mata                      | Complot                   |           |
| Óscar Aibar Fernando De Felipe | Nacido Salvaje                       | Toutain                   |           |
| 1991                           |                                      |                           |           |
| Joaquín López Cruces           | Sol poniente                         | Cajal                     |           |
| Ana Miralles                   | El brillo de una mirada              | La General                |           |
| Fernando de Felipe             | S.O.U.L                              | Toutain                   |           |
| Montecarlo                     | Rutas                                | Norma                     |           |
| 1992                           |                                      |                           |           |
| Miguel Ángel Martín            | Atolladero Texas                     | Makoki                    |           |
| Miguel Ángel Martín            | Psychopathia Sexualis                | Totem                     |           |
| Mónica & Bea                   |                                      | La Cúpula                 |           |
| Fernando de Felipe             | El hombre que ríe                    | Glénat                    |           |
| 1993                           |                                      |                           |           |
| Calpurnio                      | El bueno de Cuttlas contra los malos | Makoki                    |           |
| Mauro Entrialgo                |                                      |                           |           |
| Iron                           | Ángel                                | La Cúpula                 |           |
| Rafa Fontériz                  |                                      |                           |           |
| Sergi San Julián               |                                      |                           |           |
| 1994                           |                                      |                           |           |
| Mauro Entrialgo                | Herminio Bolaextra                   | Ezten Kultur Tadea (TMEO) |           |
| Ana Miralles                   | Eva Medusa. Tú, el veneno...         | Glénat                    |           |
| Mónica                         |                                      |                           |           |
| 1995                           |                                      |                           |           |
| Pep Brocal                     | diverses obres                       | diverses obres            |           |
| Carlos Portela                 | Impresiones de la isla               | Camaleón                  |           |
| Sergio García                  | Amura                                | Glénat                    |           |
| 1996                           |                                      |                           |           |
| Santiago Sequeiros             | Nostromo Quebranto                   | Camaleón                  |           |
| Germán García                  | Tess Tinieblas                       |                           |           |
| demés candidats a completar    |                                      |                           |           |
| 1997                           |                                      |                           |           |
| Albert Monteys                 | Calavera Lunar                       | Camaleón                  |           |
| Germán García                  | Tess Tinieblas                       |                           |           |
| Javier Pulido                  | Mentat                               | Planeta DeAgostini        |           |
| 1998                           |                                      |                           |           |
| María Colino                   | Rabia máxima                         | Under Còmic               |           |
| Juaco Vizuete                  | El resentido                         | La Cúpula                 |           |
| Sergio Bleda                   | El Baile del Vampiro                 | Planeta-DeAgostini        |           |
| 1999                           |                                      |                           |           |
| Ramón F. Bachs (ex aequo)      | Manticore                            | Camaleón                  |           |
| Sergio Córdoba (ex aequo)      | Freaks in Love                       | Subterfuge Comix          |           |
| Javi Rodríguez                 | Love gun                             | Under Cómic               |           |

### Dècada del 2000
| Any                      | Autor                                                   | Títol                                           | Editorial |
| ------------------------ | ------------------------------------------------------- | ----------------------------------------------- | --------- |
| 2000                     |                                                         |                                                 |           |
| Álex Fito                | Raspa Kids Club                                         | NSLM                                            |           |
| Calo                     | Dios los cría                                           | Under Cómic                                     |           |
| Chema García             | Diox                                                    | Subterfuge Comix                                |           |
| Paco Alcázar             | Porque te gusta                                         | Subterfuge Comix                                |           |
| Ricardo Peregrina        | Hermi y Max                                             | Amaníaco                                        |           |
| 2001                     |                                                         |                                                 |           |
| Juanjo Guarnido          | Blacksad: un lugar entre las sombras                    | Norma                                           |           |
| David López              | Espiral                                                 | La Cúpula                                       |           |
| Gallego Bros             | El Infierno de Dante                                    | Subterfuge Comix                                |           |
| Gallego Bros             | Johnny Wizard                                           | Amaníaco Ediciones                              |           |
| Jali                     | Billete de ida al espacio                               | Amaníaco                                        |           |
| Miguel B. Núñez          |                                                         |                                                 |           |
| 2002                     |                                                         |                                                 |           |
| Luis Durán               | Vanidad                                                 | Sins Entido                                     |           |
| Fermín Solís             |                                                         |                                                 |           |
| Pablo Auladell           | El camino del titiritero                                | Ponent                                          |           |
| Pau                      | Las vacas chechenas. Los repartidores de cerveza        | Inrevés                                         |           |
| Víctor Santos            | Los Reyes Elfos: La Doncella y los lobos                | 7 monos                                         |           |
| 2003                     |                                                         |                                                 |           |
| Víctor Santos            | Los Reyes Elfos: La Emperatriz del Hielo                | Dude                                            |           |
| Alberto Vázquez          | Freda                                                   | Edicions de Ponent                              |           |
| Andrés G. Leiva          | El misterio de Electra/Horrible Hórreo                  | Sins Entido                                     |           |
| Lorenzo Gómez            | 10 razones por las que odio trabajar en publicidad      | Revista Tos, números 1-3, Ediciones Sins Entido |           |
| Miguel Brieva            | Dinero nr. 1                                            | Doble dosis                                     |           |
| 2004                     |                                                         |                                                 |           |
| Fermín Solís             | Los días más largos                                     | Balboa                                          |           |
| Miguel Brieva            | Dinero nr.2 i nr. 3                                     | Doble dosis                                     |           |
| Lorenzo Gómez            | El diario sentimental de Julián Pi                      | Astiberri                                       |           |
| Guillem March            | Sofía, Ana y Victoria                                   | Diábolo                                         |           |
| Santiago Valenzuela      | Escala real                                             | Ponent                                          |           |
| Santiago Valenzuela      | Limbo sin fin                                           | Ponent                                          |           |
| 2005                     |                                                         |                                                 |           |
| Raquel Alzate            | Cruz del Sur                                            | Astiberri                                       |           |
| Enrique V. Vegas         |                                                         |                                                 |           |
| Jali                     | Plexiglás                                               | Astiberri                                       |           |
| Kenny Ruiz               | Barcelona                                               | Dolmen                                          |           |
| Pepo Pérez               | El vecino                                               | Astiberri                                       |           |
| 2006                     |                                                         |                                                 |           |
| Pablo Auladell           | La torre blanca                                         | Edicions de Ponent                              |           |
| David Rubín              | El circo del desaliento                                 | Astiberri                                       |           |
| Fidel Martínez           | Cuerda de presas                                        | Astiberri                                       |           |
| Jorge García             | Cuerda de presas                                        | Astiberri                                       |           |
| Pedro Rodríguez          | Omar el navegante: "Jinn-el-rais"                       | Ariadna Editorial                               |           |
| 2007                     |                                                         |                                                 |           |
| David Rubín              | La tetería del oso malayo                               | Astiberri                                       |           |
| Alberto Vázquez          | Psiconautas                                             | Astiberri                                       |           |
| Carlos Vermut            | El Banyan Rojo                                          | Dibbuks                                         |           |
| Javier de Isusi          | Los viajes de Juan Sin Tierra 2. La isla de Nunca Jamás | Astiberri                                       |           |
| Sonia Pulido             | Puede que esta vez                                      | Sins Entido                                     |           |
| 2008                     |                                                         |                                                 |           |
| Carlos Areces            | Ocurrió cerca de tu casa: Sabe Dios                     | El Jueves                                       |           |
| Clara Tanit              | Wassalon                                                | Astiberri                                       |           |
| Pere Pérez               | Guerreros urbanos: tormenta de hostias                  | Siurell                                         |           |
| Lola Lorente             |                                                         |                                                 |           |
| Jorge Parras             |                                                         |                                                 |           |
| 2009                     |                                                         |                                                 |           |
| Pere Mejan               | La Revolución de los Pinceles                           | Dolmen                                          |           |
| Jacobo Fernández Serrano | Los amigos de Archimboldo Roque                         | Faktoría de Libros                              |           |
| Jacobo Fernández Serrano | Aventuras de Cacauequi                                  | El Patito                                       |           |
| Alfonso Zapico           | Café Budapest                                           | Astiberri                                       |           |
| Javier Peinado           | La tempestad                                            | Astiberri                                       |           |
| Max Vento                | Actor aspirante                                         | Dolmen                                          |           |

### Dècada del 2010
| Any                     | Autor                                           | Títol              | Editorial |
| ----------------------- | ----------------------------------------------- | ------------------ | --------- |
| 2010                    |                                                 |                    |           |
| Alfonso Zapico          | La guerra del professor Bertenev                | Dolmen             |           |
| Íñigo Aguirre           | Ibéroes 01: La guerra de las rosas              | SD                 |           |
| Álvaro Ortiz            | Julia y la voz de la ballena                    | Edicions de Ponent |           |
| Tomeu Pinya             | Un pueblo blanco. El bar del barbudo            | Planeta DeAgostini |           |
| Max Vento               | Actor aspirante noches de citas                 | Dolmen             |           |
| 2011                    |                                                 |                    |           |
| David Sánchez           | Tú me has matado                                | Astiberri          |           |
| Ximo Abadía             | Cartulinas de colores                           | Diábolo            |           |
| Ximo Abadía             | Clonk                                           | Diábolo            |           |
| Jesús Alonso Iglesias   | Silhouette                                      | Dolmen             |           |
| Martín Tognola          | Barcelona low cost                              | Glénat             |           |
| 2012                    |                                                 |                    |           |
| Lola Lorente            | Sangre de mi sangre                             | Astiberri          |           |
| Natacha Bustos          | Chérnobil: La zona                              | Glénat EDT         |           |
| 2013                    |                                                 |                    |           |
| Oriol Hernández Sánchez | La piel del oso                                 | Norma              |           |
| Juan Díaz-Faes          | Éxito para perdedores                           | Astiberri          |           |
| Néstor F.               | Moowiloo Woomiloo                               | Entrecomics        |           |
| Jordi Palomé            | Sherlock Holmes y la conspiración de Barcelona  | Norma              |           |
| Pablo Ríos              | Azúl y pálido                                   | Entrecomics        |           |
| 2014                    |                                                 |                    |           |
| Clara Soriano           | Colmado Sánchez                                 | Caramba!           |           |
| Nadar                   | Papel estrujado                                 | Astiberri          |           |
| Javier Hernández        | Bleckholler                                     | Norma              |           |
| Nacho García            | Pulir                                           | Fulgencio Pimentel |           |
| Alberto Madrigal        | Un trabajo de verdad                            | Norma              |           |
| 2015                    |                                                 |                    |           |
| Miki Montlló            | Warship Jolly Roger 1. Sin vuelta atrás         | Norma              |           |
| Ana Oncina              | Croqueta y Empanadilla                          | La Cúpula          |           |
| Ana Oncina              | Una Navidad con Croqueta y Empanadilla          | La Cúpula          |           |
| Antonio Hitos           | Inercia                                         | Salamandra Graphic |           |
| José Ja Ja Ja           | Culto Charles                                   | Fulgencio Pimentel |           |
| Mamen Moreu             | Resaca                                          | Astiberri          |           |
| 2016                    |                                                 |                    |           |
| Javi de Castro          | La última aventura                              | Dibbuks            |           |
| Cristian Robles         | Soufflé                                         | La Cúpula          |           |
| Jorge Monlongo          | No me pegues que llevo gafas                    | ¡Caramba!          |           |
| Mai Egurza              | El paseo de los sueños                          | Norma              |           |
| Nadar                   | El mundo a tus pies                             | Astiberri          |           |
| 2017                    |                                                 |                    |           |
| Javi Rey                | Intemperie                                      | Planeta Comics     |           |
| Angux                   | Avery's Blues                                   | Dibbuks            |           |
| Conxita Herrero         | Gran bola de helado                             | Apa Apa Comics     |           |
| Lorenzo Montatore       | La Muerte Y Román Tesoro (La mansión en llamas) | Dehavilland        |           |
| Víctor Puchalski        | Kann: And the heavymetalords                    | Autsaider Còmics   |           |
| Víctor Puchalski        | Enter the Kann                                  | Autsaider Còmics   |           |
| 2018                    |                                                 |                    |           |
| Ana Penyas              | Estamos todas bien                              | Salamandra         |           |
| Anabel Colazo           | Encuentros cercanos                             | La Cúpula          |           |
| Begoña García-Alén      | Nuevas estructuras                              | Apa Apa Còmics     |           |
| Jandro González         | La vampira de Barcelona                         | Norma              |           |
| Víctor Puchalski        | La balada de Jolene Blackcountry                | Autsaider Còmics   |           |
| 2019                    |                                                 |                    |           |
| María Medem             | Cenit                                           | Apa Apa            |           |
| Diego Corbalán (Magius) | El método Gemini                                |                    |           |
| Francisco Javier Galán  | Goya. Lo sublime terrible                       |                    |           |
| Luis NCT                | Wahcommo                                        |                    |           |
| Pablo Caballo           | El espíritu del escorpión                       |                    |           |

### Dècada del 2020
| Any                  | Autor                                              | Títol                                              | Editorial                                          |
| -------------------- | -------------------------------------------------- | -------------------------------------------------- | -------------------------------------------------- |
| 2020*                | Edició cancel·lada degut a la pandèmia de Covid-19 | Edició cancel·lada degut a la pandèmia de Covid-19 | Edició cancel·lada degut a la pandèmia de Covid-19 |
| 2021*                |                                                    |                                                    |                                                    |
| Aroha Travé          | Carne de cañón                                     | La Cúpula                                          |                                                    |
| Rosa Codina          | Rompepistas                                        | La Cúpula                                          |                                                    |
| Nadia Hafid          | El buen padre                                      | Sapristi                                           |                                                    |
| Irene Márquez        | Esto no está bien                                  | Autsaider                                          |                                                    |
| Sara Soler           | En la oscuridad                                    | Planeta                                            |                                                    |
| 2022                 |                                                    |                                                    |                                                    |
| Genie Espinosa       | Hoops                                              | Sapristi                                           |                                                    |
| Alba Cardona         | La chica invisible                                 | Planeta Cómic                                      |                                                    |
| Fran P. Lobato       | Dreambreaker                                       | Sallybooks                                         |                                                    |
| Guillermo Lizarán    | Sácamelo Todo: Las tiras completas de Mr. Prolapso | Fandogamia                                         |                                                    |
| Paco Sordo           | El Pacto                                           | Nuevo nueve                                        |                                                    |
| 2023                 |                                                    |                                                    |                                                    |
| Manuel Romero        | Goya Saturnalia                                    | Cascaborra Ediciones                               |                                                    |
| Carlos Moreno Rueda  | El largo y tortuoso camino                         | Norma                                              |                                                    |
| Julia Cejas          | Hanan & Genji                                      | Sallybooks                                         |                                                    |
| Mariano Pardo        | Becky Riot                                         | Astiberri                                          |                                                    |
| Paula Cheshire       | El duelo                                           | Fandogamia                                         |                                                    |
| 2024                 |                                                    |                                                    |                                                    |
| César Sebastián      | Ronson                                             | Autsaider                                          |                                                    |
| Alicia Martín Santos | Hecha a sí misma                                   | Aristas Martínez                                   |                                                    |
| Bea Lema             | El Cuerpo de Cristo                                | Astiberri                                          |                                                    |
| Candela Sierra       | Rotunda                                            | Andana Gràfica                                     |                                                    |
| Marc Torices         | La alegre vida del triste perro Cornelíus          | Apa Apa Comics                                     |                                                    |
| 2025                 |                                                    |                                                    |                                                    |
| Clara de Frutos      | Vanguardia es una mujer                            | Norma                                              |                                                    |
| Aldara Prado         | Nimue                                              | Norma                                              |                                                    |
| Candela Sierra       | Lo sabes aunque no te lo he dicho                  | Astiberri                                          |                                                    |
| Marina Saéz          | Aiguagim                                           | Editorial Finestres                                |                                                    |
| Pepa Prieto Puy      | Mis agendas semanales                              | Apa Apa Comics                                     |                                                    |

* Les nominacions van tenir en compte les obres publicades tant el 2019 com el 2020, degut a l'anul·lació dels premis de l'edició de 2020.